# Nebbiolo

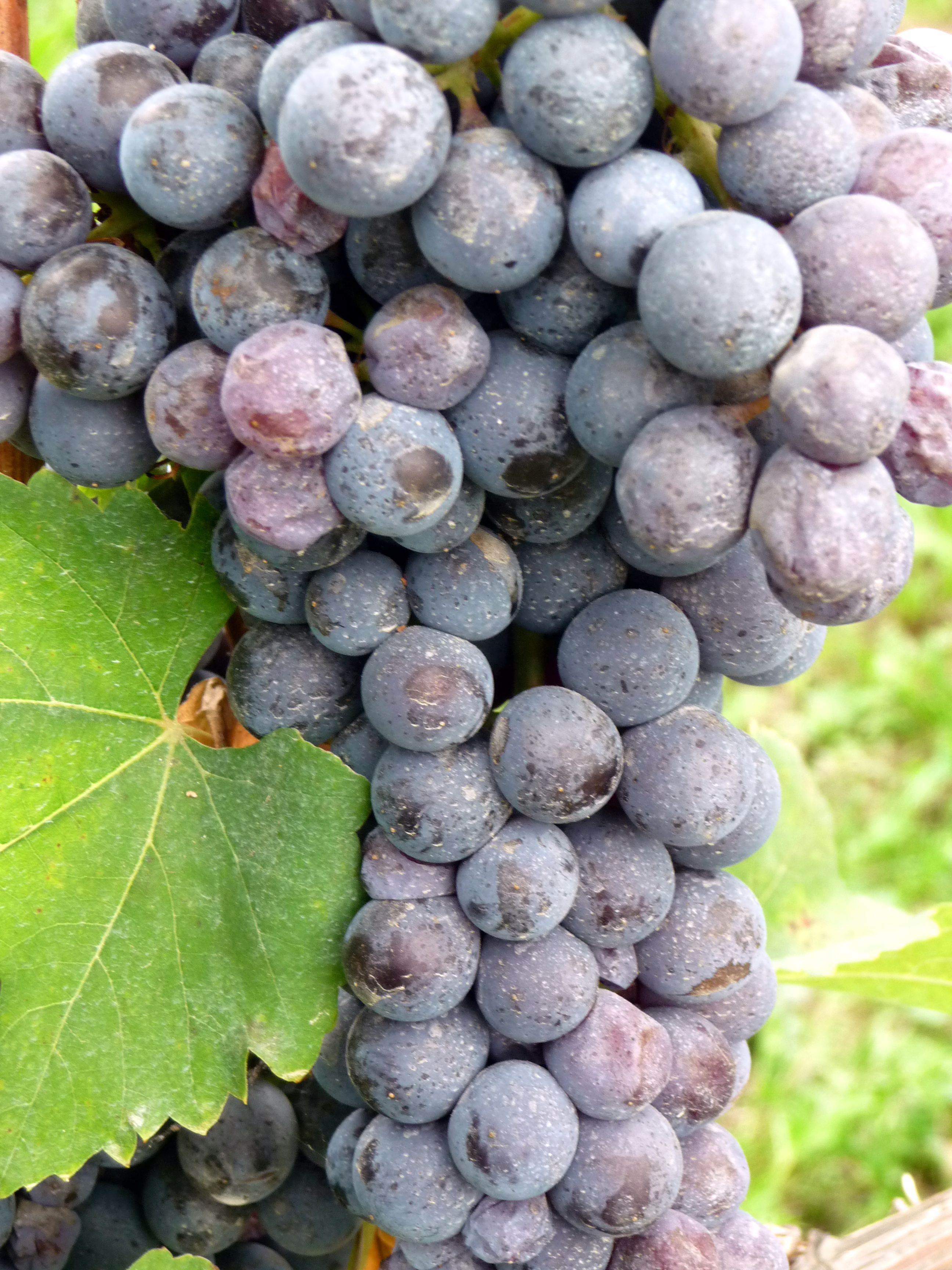
Nahaufnahme: typisch ist der weiße Belag bei der reifen Traube

Nebbiolo ist eine rote italienische Rebsorte.

## Eigenschaften
Die Rebe Nebbiolo stammt aus dem Piemont und liefert tanninreiche, ausdrucksstarke Rotweine, die lange reifen müssen. Der Nebbiolo gehört zu den am langsamsten reifenden Weinen überhaupt, aber damit auch zu denen, die ihre Qualität am längsten behalten (siehe hierzu auch den Artikel Phenole im Wein). Der Name wird von nebbia abgeleitet, was Nebel bedeutet, und deutet auf den weißen Belag auf den Beeren hin, der sich bei Vollreife bildet. Wenn die dickschalige und kleinbeerige Sorte reif wird, kommt es häufig vor, dass Nebel die Hügel bedeckt. Deshalb gibt es bei Nebbiolo-Weinen an sich sehr große Jahrgangsschwankungen, je nachdem, wie vor allem der Herbst ausfällt. Nebbiolo wurde vermutlich seit der Antike im Hügelland des Monferrato und der Langhe angebaut. Er wird bereits in Schriften des 13. und 14. Jahrhunderts namentlich erwähnt.

## Verbreitung
Der Nebbiolo gehört zu den anspruchsvollsten Rebsorten, was Boden und Lage betrifft. Er gedeiht praktisch nur auf kalkhaltigen Mergelböden und verlangt steile Süd- oder Südwestlagen. Dieser extreme Anspruch ist wohl Ursache dafür, dass, anders als bei anderen Sorten, wirklich hochwertige Weine in den Überseegebieten bisher nicht gekeltert wurden. Es fehlt an den nötigen perfekten Lagen. Lediglich der Bodega Juan Carrau in Uruguay gelingt es, einen Nebbiolo-Wein (Den Vilasar) herzustellen.
Die bekanntesten Nebbiolo-Weine sind:
- Barolo DOCG
- Barbaresco DOCG
- Roero DOCG
- Nebbiolo d’Alba DOC
- Langhe Rosso DOC und Langhe Rosato DOC
- Valtellina Rosso DOC
- Valtellina Superiore DOCG
- Sforzato di Valtellina DOCG

Weitere Weine wie Gattinara DOCG und Ghemme DOCG aus dem nördlichen Piemont an den Ufern des Flusses Sesia, wo die Sorte Spanna genannt wird, können mit geringen Mengen anderer Sorten verschnitten werden.
Kleinstmengen liefert die Carema DOC,  sowie das Aostatal mit Donnas und Arnad-Montjovet.
Versuche, den Nebbiolo außerhalb Italiens anzusiedeln, haben bisher keine überzeugenden Ergebnisse gebracht. Weltweit sind circa 6000 Hektar Rebfläche mit dem Nebbiolo bestockt. Der große Anteil ist in Italien zu finden (5250 Hektar). Daneben gibt es Anpflanzungen in Argentinien, Mexiko, Kalifornien, der Schweiz, Südafrika und Brasilien.
Siehe auch die Artikel Weinbau in Italien, Weinbau in Argentinien, Weinbau in den Vereinigten Staaten (→ Weinbau in Kalifornien, Weinbau in Oregon, Weinbau in Maryland), Weinbau in Brasilien, Weinbau in Südafrika und Weinbau in der Schweiz sowie die Liste von Rebsorten.

## Ampelographische Sortenmerkmale

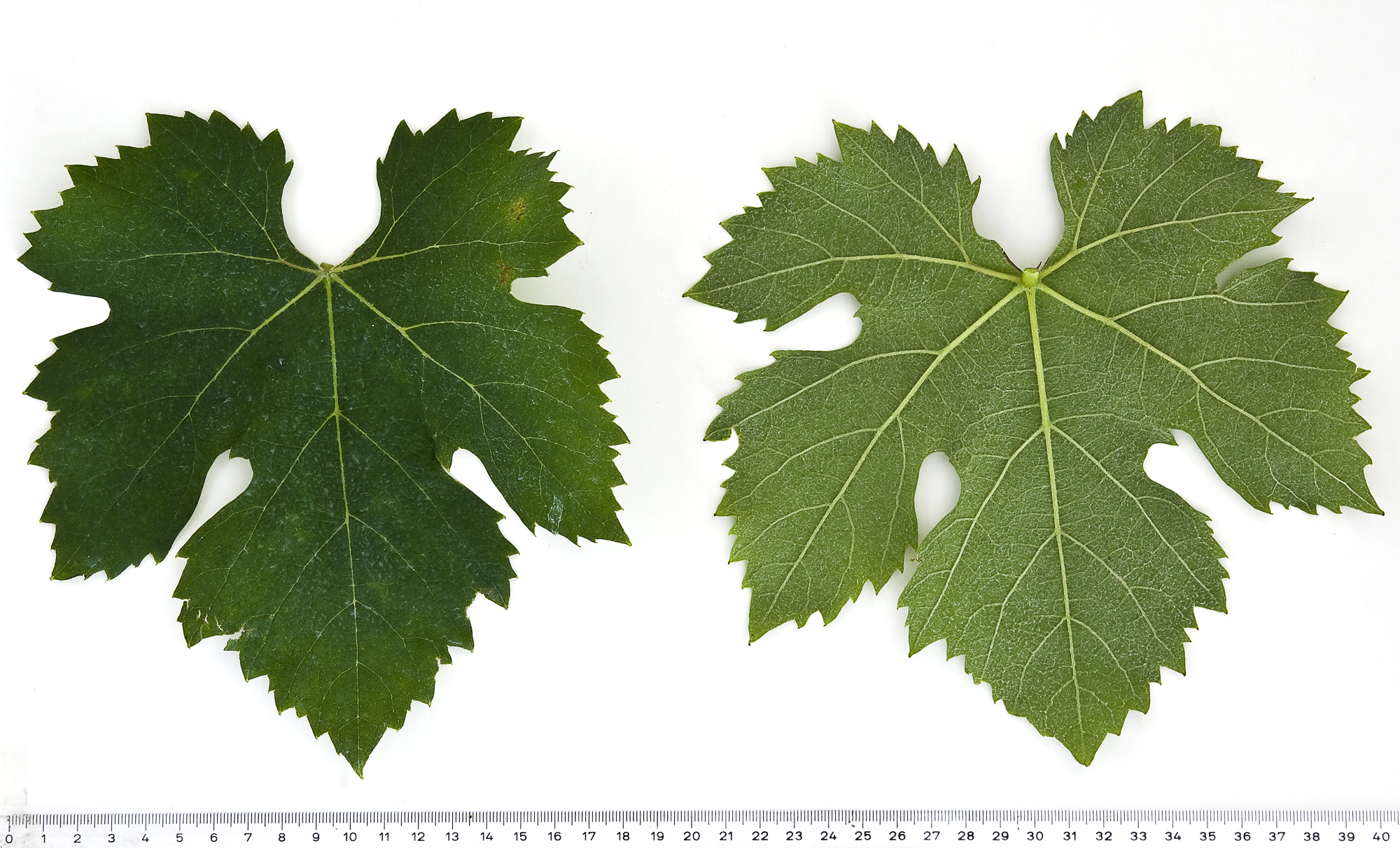
Blatt von Nebbiolo

In der Ampelographie wird der Habitus folgendermaßen beschrieben:
- Die Triebspitze ist offen. Sie ist weißwollig behaart und an den Spitzen leicht rötlich gefärbt. Die gelblichen Jungblätter mit ihren bronzefarbenen Rändern sind ebenfalls starkwollig behaart.
- Die mittelgroßen Blätter sind glänzend, relative dick sowie fünflappig und mitteltief gebuchtet. Die Stielbucht ist V-förmig geöffnet. Das Blatt ist stumpf gezahnt. Die Zähne sind im Vergleich der Rebsorten breit gesetzt. Die Blattoberfläche (auch Spreite genannt) ist nur leicht blasig.
- Die walzenförmige Traube ist mittelgroß bis groß und mäßig dichtbeerig. Manchmal ist die Traube geschultert. Die rundlichen bis leicht ovalen Beeren sind mittelgroß und von blauschwarzer bis fast schwarzer Farbe. Das Aroma der Beere ist duftig, aber geschmacklich neutral.

Die Beeren reifen ca. 30 Tage nach denen des Gutedels. Sie gilt nach internationalem Maßstab somit als spät reifend.
Der Nebbiolo treibt im Frühjahr früh aus, so dass die Triebspitzen durch Frühjahrsfröste gefährdet sind. Bei feuchter Witterung während der Blüte neigt die Sorte zudem zur Verrieselung. Die Sorte ist zudem anfällig gegen den Echten Mehltau, während sie gegenüber dem Falschen Mehltau resistenter ist. Im Herbst neigt sie bei feuchter Witterung zur Grauschimmelfäule.
Die Erträge sind meist etwas zu hoch, so dass durch eine gezielte Traubenausdünnung eine Ertragsminderung durchgeführt werden muss, um gute Weinqualitäten zu erzielen.

## Abstammung
Die Forscher Anna Schneider (Agrar-Institut des CNR in Grugliasco bei Turin) und José Vouillamoz (University of California, Davis und „Istituto agrario di San Michele all'Adige“ heute Fondazione Edmund Mach in San Michele all’Adige) führten mikrobiologische DNA-Analysen an über 1500 Rebsorten durch. Auf der Suche nach dem genetischen Ursprung des Nebbiolo sind sie zu der Überzeugung gelangt, dass die Eltern-Rebsorten wahrscheinlich ausgestorben sind und sich seine Abstammung somit nicht mehr feststellen lässt. Es wurden aber genetische Verwandtschaften mit den Sorten Freisa, Negrera, Bubbierasco, Vespolina, Nebbiolo Rosé, Rossola Nera und Brugnola festgestellt.

## Synonyme
Die Rebsorte Nebbiolo ist auch unter 109 folgenden Namen bekannt:
Barbesino, Barolo, Brunenta, Bruneta, Chiavennasca, Chiavennasca di Valtellina, Farinella, Femmina, Lampia, Marchesana, Martesana, Melasca, Melaschetto, Melascone, Michet, Monferrina, Morsano di Caraglio, Nebbieul Grosso, Nebbieul Maschio, Nebbiola, Nebbiolin, Nebbiolin Canavesano, Nebbiolin Comune, Nebbiolin Lungo, Nebbiolin Nero, Nebbiolo Canavesano, Nebbiolo Comune, Nebbiolo Crni, Nebbiolo d’Antom, Nebbiolo d’Asti, Nebbiolo d’Ivrea, Nebbiolo dell Bolla, Nebbiolo di Barbaresco, Nebbiolo di Barolo, Nebbiolo di Beltram, Nebbiolo di Bricherasio, Nebbiolo di Campione, Nebbiolo di Carema, Nebbiolo di Dronero, Nebbiolo di Ivrea, Nebbiolo di Lorenze, Nebbiolo di Lorenzi, Nebbiolo di Masio, Nebbiolo di Moncrivello, Nebbiolo di Monsordo, Nebbiolo di Nizza, Nebbiolo di Nizza della Paglia, Nebbiolo di Piemonte, Nebbiolo di Sciolze, Nebbiolo di Sinistra Tanaro, Nebbiolo di Stroppo, Nebbiolo Femmina, Nebbiolo Lampia, Nebbiolo Lungo, Nebbiolo Maschio, Nebbiolo Michet, Nebbiolo Nero, Nebbiolo Occellino, Nebbiolo Pajrole, Nebbiolo Picotendre, Nebbiolo Pignolato, Nebbiolo Pirule, Nebbiolo Sinistra Tanaro, Nebieu, Nebieul, Nebieul Fumela, Nebiolo, Nebiolo du Piemont, Nibbiolo, Nibieul Burghin, Nibio, Nibiol, Nubiola, Nubiolum, Pantiner, Picotender, Picotendre, Picotendro, Picotener, Picotenero, Picotiner, Picoutendro Maschio, Picoutener, Pioultener, Poctener, Pruenent, Prugnet, Pruine, Prunena, Prunent, Prunenta, Prunento, Pugnet, Rose, Rosetta, Spagna, Span, Spana, Spana Commune, Spana Grossa, Spana Piccola, Spanin, Spanna, Spanna a Gattinara, Spanna di Gattinara, Spanna Grossa, Spano, Tandis, Uva Spana.